# Hamadruas superba
Hamadruas superba là một loài nhện trong họ Oxyopidae.
Loài này thuộc chi Hamadruas. Hamadruas superba được Tord Tamerlan Teodor Thorell miêu tả năm 1887.